# Décès en février 1959
Décès
- 1955
- 1956
- 1957
- 1958
- 1959
- 1960
- 1961
- 1962
- 1963

Pour une information complémentaire, voir la page d'aide.

| Date       | Nom                | Pays                   | Activités                      | Âge | Source |
| ---------- | ------------------ | ---------------------- | ------------------------------ | --- | ------ |
| 27 février | Constantin Budeanu | Drapeau de la Roumanie | Ingénieur électricien roumain. | 72  |        |